# Valle del Paraíba
El Valle del Paraíba (en portugués: Vale do Paraíba) se encuentra en la parte oriental del estado de São Paulo a lo largo del Rodovia Presidente Dutra (BR-101), entre Río de Janeiro y São Paulo.
La región forma la cuenca hidrográfica del Río Paraíba del Sur, que fluye hacia abajo a Río de Janeiro.
Esta región incluye un parque industrial de alto desarrollo y una estación espacial. Las ciudades del valle incluyen a São José dos Campos, Taubaté, Jacareí, Lorena, Pindamonhangaba, Cruzeiro y Guaratinguetá.